# Беляки (Красноярский край)
Беляки — посёлок в Богучанском районе Красноярского края России. Административный центр Белякинского сельсовета.

## История
Посёлок Беляки был основан в 1966 году.

## География
Посёлок находится в северо-восточной части края, на правом берегу реки Иркинеева, вблизи места впадения в неё реки Белика, на расстоянии приблизительно 53 километров (по прямой) к северо-северо-западу (NNW) от села Богучаны, административного центра района. Абсолютная высота — 170 метров над уровнем моря.

## Население
| 2010 |
| ---- |
| 234  |

Гендерный состав
По данным Всероссийской переписи населения 2010 года в гендерной структуре населения мужчины составляли 50,9 %, женщины — соответственно 49,1 %.
Национальный состав
Согласно результатам переписи 2002 года, в национальной структуре населения русские составляли 77 % из 335 чел.
По данным главы селения Валентины Паисьевой, в декабре 2022 года в посёлке проживает 90 человек.

## Инфраструктура
В посёлке функционируют средняя общеобразовательная школа, детский сад, фельдшерско-акушерский пункт (филиал Богучанской районной больницы), библиотека, сельский дом культуры и отделение Почты России.

## Улицы
Уличная сеть посёлка состоит из шести улиц.